# Platianulus
Platianulus là một chi bọ cánh cứng trong họ 
Elateridae.
Chi này được miêu tả khoa học năm 2004 bởi Schimmel.

## Các loài
Các loài trong chi này gồm:
- Platianulus albertisi (Candèze, 1880)
- Platianulus mayoaensis Schimmel, 2006
- Platianulus sanguinicollis Schimmel, 2004
- Platianulus weigeli Schimmel, 2004